# یواس‌اس الدر (ای‌ان-۲۰)
یواس‌اس الدر (ای‌ان-۲۰) (به انگلیسی: USS Elder (AN-20)) یک کشتی بود که طول آن 151' 8" بود. این کشتی در سال ۱۹۴۱ ساخته شد.